# Няня (фильм, 1965)
«Няня» (англ. The Nanny) — британский триллер 1965 года, поставленный режиссёром Сетом Холтом по одноимённому роману Эвелин Пайпер (псевдоним Мерриам Моделл). В главной роли — Бетт Дейвис.

## Сюжет
Джоуи проводит два года в школе для эмоционально неуравновешенных детей после того, как его обвинили в том, что он утопил свою младшую сестру Сюзи. Директор школы сообщает отцу Джоуи, Биллу, что его сын питает сильную неприязнь к женщинам среднего возраста. Это распространяется и на няню семьи, которой Джой не доверяет.
Когда Джоуи возвращается домой, он отказывается есть еду, которую готовит няня, потому что подозревает, что она может отравить его. Он покидает комнату, которую для него обставила няня, и переходит в другую, дверь которой запирается на крепкий замок. Грубое поведение Джоуи расстраивает его невротическую мать, Вирджинию, которая склонна к меланхолии и приступам плача, все ещё оплакивая смерть Сюзи. Няня утешает Вирджинию, как делала, когда заботилась о ней и её сестре Пен, когда они были детьми.
Вспомнив, как Сюзи случайно уронила куклу в ванну. Она попыталась достать её, сунув руку за занавеску душа, но упала в ванну. Няня вошла в ванную и рассеянно повернула кран, протянув руку через задернутую занавеску душа, не заглядывая внутрь. Не сумев позвать Сюзи в ванную, няня принялась её искать. Вернувшись в ванную, она обнаружила, что Сюзи плавает в воде лицом вниз. Её ум зашёл за разум, и она стала купать уже безжизненное тело девочки. Джо был свидетелем этого. В конце концов она поняла, что Джоуи знает, что она стала причиной смерти Сюзи.
Джоуи уговаривает Бобби Медман, 14-летнюю дочь врача, живущего в квартире наверху, стать свидетелем жестокой шутки: он кладет куклу лицом вниз в ванну, открывает кран и уговаривает няню выключить кран. Она приходит в ужас, когда видит плавающую куклу, потому что это напоминает ей о том, как она нашла утонувшую Сюзи. Позже Джоуи появляется в окне Бобби, весь мокрый, и утверждает, что Няня пыталась утопить его.
Билл — посланник королевы, который часто уезжает по делам. Он летит в Бейрут на несколько дней после того, как видит, что враждебность Джоуи к няне не утихает. Джоуи отказывается есть бифштекс и пирог с почками, которые приготовила для него няня, поэтому она кормит Вирджинию с ложечки пирогом, в который добавила яд. После того как Вирджиния заболевает и попадает в больницу, Джоуи обвиняют в случившемся. Тетя Пен, у которой слабое сердце из-за детского ревматизма, приходит посидеть с ним.
Пен просыпается ночью и видит няню, стоящую у двери Джоуи и держащую подушку. Няня утверждает, что подушку она принесла для Джоуи, но Пен вспоминает, что она не позволяла ей и Вирджинии иметь подушки, когда они были детьми. Подозревая, что няня собирается задушить Джоуи, Пэн спрашивает её, что на самом деле произошло, когда Джоуи выскочил из ванной промокший насквозь. Но внезапно у неё случился сердечный приступ, однако няня выхватила у неё лекарство.
Пока Пен лежит при смерти, няня рассказывает ей, что у неё была дочь, и что в тот день она ездила к ней, поскольку та скончалась от незаконного аборта. Уже потрясенная, она вернулась домой и обнаружила тело Сюзи, которое свело её с ума. Няня призналась, что не может оставить Джоуи в живых из-за страха, что кто-то поверит его рассказу и поставит под угрозу работу вообще всех нянек, потому что люди доверяют им своих детей. Когда няня заканчивает свою речь, Пен уже умирает.
Няня пытается войти в спальню Джоуи, но ловушка, установленная им, будит его, и он пытается убежать. Няня хватает его за лодыжку, он падает и теряет сознание. Она несёт его в ванну и наполняет её водой. Вскоре в её голове всплывает воспоминание о том, как нашли тело Сюзи, и няня вытаскивает Джоуи из ванны.
Доктор Медман посещает больничную палату Вирджинии, рассказывает о произошедшем и объясняет, что няня психически больна. Вирджиния узнает, что Джоуи в больнице и хочет её видеть. Она говорит ему, что знает о няне всю правду.

## В ролях
- Бетт Дейвис — Няня
- Уильям Дикс — Джоуи Фейн
- Венди Крейг[англ.] — Вирджиния Фейн
- Джилл Беннетт[англ.] — Тетя Пен
- Джеймс Вильерс[англ.] — Билл Фейн
- Памела Франклин[англ.] — Бобби Медман
- Джек Уотлинг[англ.] — Доктор Медман
- Морис Денем[англ.] — Доктор Бимастер
- Альфред Бёрк — Доктор Уиллс
- Ангарад Обри — Сюзи Фейн
- Гарри Фаулер[англ.] — Молочник

## Отзывы критиков
Фильм получил положительные отзывы критиков, на сайте-агрегаторе Rotten Tomatoes его рейтинг составляет 85% «свежести» на основе 13-ти рецензий.